# Albo d'oro della ÖFB-Cup
Elenco dei vincitori delle 87 finali di ÖFB-Cup disputate dal 1919 ad oggi. Sono incluse anche le tre edizioni (1914-1915, 1917-1918, 2007-2008) non ufficiali del torneo.

## Albo d'oro

### Competizioni non ufficiali
| Edizione  | Data           | Campione      | Risultato | Finalista      | Luogo             |
| --------- | -------------- | ------------- | --------- | -------------- | ----------------- |
| 1914-1915 | 25 luglio 1915 | Floridsdorfer | 3-1       | Admira Vienna  | WAF-Platz, Vienna |
| 1917-1918 | 7 luglio 1918  | Floridsdorfer | 4-3       | Wiener Amateur | WAF-Platz, Vienna |

### Competizioni ufficiali
| Edizione  | Data                                                     | Campione                                                 | Risultato                                                | Finalista                                                | Luogo                                                    |
| --------- | -------------------------------------------------------- | -------------------------------------------------------- | -------------------------------------------------------- | -------------------------------------------------------- | -------------------------------------------------------- |
| 1918-1919 | 6 luglio 1919                                            | Rapid Vienna                                             | 3-0                                                      | Wiener SC                                                | WAF-Platz, Vienna                                        |
| 1919-1920 | 4 luglio 1920                                            | Rapid Vienna                                             | 5-2                                                      | Wiener Amateur                                           | Simmeringer Had, Vienna                                  |
| 1920-1921 | 10 luglio 1921                                           | Wiener Amateur                                           | 2-1                                                      | Wiener SC                                                | Hohe Warte, Vienna                                       |
| 1921-1922 | 2 luglio 1922                                            | Wiener AF                                                | 2-1                                                      | Wiener Amateur                                           | Hohe Warte, Vienna                                       |
| 1922-1923 | 8 luglio 1923                                            | Wiener SC                                                | 3-1                                                      | Wacker                                                   | Hohe Warte, Vienna                                       |
| 1923-1924 | 6 luglio 1924                                            | Wiener Amateur                                           | 8-6 (dts)                                                | Slovan Vienna                                            | Simmeringer Had, Vienna                                  |
| 1924-1925 | 8 novembre 1924                                          | Austria Vienna                                           | 3-1                                                      | First Vienna                                             | Hohe Warte, Vienna                                       |
| 1925-1926 | 15 maggio 1926                                           | Austria Vienna                                           | 4-3                                                      | First Vienna                                             | Hohe Warte, Vienna                                       |
| 1926-1927 | 28 maggio 1927                                           | Rapid Vienna                                             | 3-0                                                      | Austria Vienna                                           | Hohe Warte, Vienna                                       |
| 1927-1928 | 19 maggio 1928                                           | Admira Vienna                                            | 2-1                                                      | Wiener AC                                                | Hohe Warte, Vienna                                       |
| 1928-1929 | 20 maggio 1929                                           | First Vienna                                             | 3-2                                                      | Rapid Vienna                                             | Hohe Warte, Vienna                                       |
| 1929-1930 | 10 maggio 1930                                           | First Vienna                                             | 1-0                                                      | Austria Vienna                                           | Pfarrwiese, Vienna                                       |
| 1930-1931 | 28 maggio 1931                                           | Wiener AC                                                | -                                                        | Austria Vienna                                           | Girone all'italiana. Tutte le partite in campo neutro.   |
| 1931-1932 | 26 maggio 1932                                           | Admira Vienna                                            | 6-1                                                      | Wiener AC                                                | Wiener Stadion, Vienna                                   |
| 1932-1933 | 25 maggio 1933                                           | Austria Vienna                                           | 1-0                                                      | Brigittenauer AC                                         | Wiener Stadion, Vienna                                   |
| 1933-1934 | 10 maggio 1934                                           | Admira Vienna                                            | 8-0                                                      | Rapid Vienna                                             | Wiener Stadion, Vienna                                   |
| 1934-1935 | 30 maggio 1935                                           | Austria Vienna                                           | 5-1                                                      | Wiener AC                                                | Wiener Stadion, Vienna                                   |
| 1935-1936 | 21 maggio 1936                                           | Austria Vienna                                           | 3-0                                                      | First Vienna                                             | Wiener Stadion, Vienna                                   |
| 1936-1937 | 27 maggio 1937                                           | First Vienna                                             | 2-0                                                      | Wiener SC                                                | Wiener Stadion, Vienna                                   |
| 1937-1938 | 26 maggio 1938                                           | Wiener AC                                                | 1-0                                                      | Wiener SC                                                | Wiener Stadion, Vienna                                   |
| 1939-1945 | Le squadre austriache competono nella DFB-Pokal tedesca. | Le squadre austriache competono nella DFB-Pokal tedesca. | Le squadre austriache competono nella DFB-Pokal tedesca. | Le squadre austriache competono nella DFB-Pokal tedesca. | Le squadre austriache competono nella DFB-Pokal tedesca. |
| 1945-1946 | 20 giugno 1946                                           | Rapid Vienna                                             | 2-1                                                      | First Vienna                                             | Wiener Stadion, Vienna                                   |
| 1946-1947 | 29 giugno 1947                                           | Wacker                                                   | 4-3                                                      | Austria Vienna                                           | Wiener Stadion, Vienna                                   |
| 1947-1948 | 4 luglio 1948                                            | Austria Vienna                                           | 2-0                                                      | Sturm Graz                                               | Wiener Stadion, Vienna                                   |
| 1948-1949 | 3 luglio 1949                                            | Austria Vienna                                           | 5-2                                                      | Vorwärts Steyr                                           | Wiener Stadion, Vienna                                   |
| 1950-1958 | La ÖFB-Cup non viene disputata.                          | La ÖFB-Cup non viene disputata.                          | La ÖFB-Cup non viene disputata.                          | La ÖFB-Cup non viene disputata.                          | La ÖFB-Cup non viene disputata.                          |
| 1958-1959 | 24 giugno 1959                                           | Wiener AC                                                | 2-0                                                      | Rapid Vienna                                             | Prater, Vienna                                           |
| 1959-1960 | 25 giugno 1960                                           | Austria Vienna                                           | 4-2                                                      | Rapid Vienna                                             | Prater, Vienna                                           |
| 1960-1961 | 22 giugno 1961                                           | Rapid Vienna                                             | 3-1                                                      | First Vienna                                             | Prater, Vienna                                           |
| 1961-1962 | 30 maggio 1962                                           | Austria Vienna                                           | 4-1                                                      | Grazer AK                                                | Prater, Vienna                                           |
| 1962-1963 | 19 giugno 1963                                           | Austria Vienna                                           | 1-0                                                      | LASK                                                     | Prater, Vienna                                           |
| 1963-1964 | 1 luglio 1964                                            | Admira Vienna                                            | 1-0                                                      | Austria Vienna                                           | Prater, Vienna                                           |
| 1964-1965 | 24 giugno 1965                                           | LASK                                                     | 1-0                                                      | Wr. Neustädter                                           | Wr. Neustädter Stadion, Wr. Neustadt                     |
| 1964-1965 | 26 giugno 1965                                           | LASK                                                     | 1-1                                                      | Wr. Neustädter                                           | Linzer Stadion, Linz                                     |
| 1965-1966 | 8 giugno 1966                                            | Admira Vienna                                            | 1-0                                                      | Rapid Vienna                                             | Prater, Vienna                                           |
| 1966-1967 | 27 giugno 1967                                           | Austria Vienna                                           | 1-2                                                      | LASK                                                     | Linzer Stadion, Linz                                     |
| 1966-1967 | 5 luglio 1967                                            | Austria Vienna                                           | 1-0                                                      | LASK                                                     | Hohe Warte, Vienna                                       |
| 1967-1968 | 23 maggio 1968                                           | Rapid Vienna                                             | 2-0                                                      | Grazer AK                                                | Prater, Vienna                                           |
| 1968-1969 | 3 giugno 1969                                            | Rapid Vienna                                             | 2-1                                                      | Wiener SC                                                | Prater, Vienna                                           |
| 1969-1970 | 28 maggio 1970                                           | Wacker Innsbruck                                         | 1-0                                                      | LASK                                                     | Südstadt, Maria Enzersdorf                               |
| 1970-1971 | 9 giugno 1971                                            | Austria Vienna                                           | 2-1                                                      | Rapid Vienna                                             | Prater, Vienna                                           |
| 1971-1972 | 17 maggio 1972                                           | Rapid Vienna                                             | 1-2                                                      | Wiener SC                                                | WSC-Platz, Vienna                                        |
| 1971-1972 | 3 giugno 1972                                            | Rapid Vienna                                             | 3-1                                                      | Wiener SC                                                | Pfarrwiese, Vienna                                       |
| 1972-1973 | 27 maggio 1973                                           | SSW Innsbruck                                            | 1-0                                                      | Rapid Vienna                                             | Tivoli, Innsbruck                                        |
| 1972-1973 | 2 giugno 1973                                            | SSW Innsbruck                                            | 1-2                                                      | Rapid Vienna                                             | Prater, Vienna                                           |
| 1973-1974 | 29 maggio 1975                                           | Austria Vienna                                           | 2-1                                                      | Austria Salisburgo                                       | Prater, Vienna                                           |
| 1973-1974 | 12 giugno 1974                                           | Austria Vienna                                           | 1-1                                                      | Austria Salisburgo                                       | Lehen, Salisburgo                                        |
| 1974-1975 | 17 giugno 1975                                           | SSW Innsbruck                                            | 3-0                                                      | Sturm Graz                                               | Tivoli, Innsbruck                                        |
| 1974-1975 | 25 giugno 1975                                           | SSW Innsbruck                                            | 0-2                                                      | Sturm Graz                                               | Liebenau, Graz                                           |
| 1975-1976 | 2 giugno 1976                                            | Rapid Vienna                                             | 1-2                                                      | SSW Innsbruck                                            | Tivoli, Innsbruck                                        |
| 1975-1976 | 8 giugno 1976                                            | Rapid Vienna                                             | 1-0                                                      | SSW Innsbruck                                            | Prater, Vienna                                           |
| 1976-1977 | 14 giugno 1977                                           | Austria Vienna                                           | 1-0                                                      | WSC/Post                                                 | WSC-Platz, Vienna                                        |
| 1976-1977 | 29 giugno 1977                                           | Austria Vienna                                           | 3-0                                                      | WSC/Post                                                 | Weststadion, Vienna                                      |
| 1977-1978 | 26 aprile 1978                                           | SSW Innsbruck                                            | 1-1                                                      | VÖEST Linz                                               | Linzer Stadion, Linz                                     |
| 1977-1978 | 6 maggio 1978                                            | SSW Innsbruck                                            | 2-1                                                      | VÖEST Linz                                               | Tivoli, Innsbruck                                        |
| 1978-1979 | 6 giugno 1979                                            | SSW Innsbruck                                            | 1-0                                                      | Admira/Wacker                                            | Tivoli, Innsbruck                                        |
| 1978-1979 | 20 giugno 1979                                           | SSW Innsbruck                                            | 1-1                                                      | Admira/Wacker                                            | Südstadt, Maria Enzersdorf                               |
| 1979-1980 | 27 maggio 1980                                           | Austria Vienna                                           | 0-1                                                      | Salisburgo                                               | Lehen, Salisburgo                                        |
| 1979-1980 | 10 giugno 1980                                           | Austria Vienna                                           | 2-0                                                      | Salisburgo                                               | Prater, Vienna                                           |
| 1980-1981 | 20 maggio 1981                                           | Grazer AK                                                | 0-1                                                      | Salisburgo                                               | Lehen, Salisburgo                                        |
| 1980-1981 | 2 giugno 1981                                            | Grazer AK                                                | 2-0                                                      | Salisburgo                                               | Liebenau, Graz                                           |
| 1981-1982 | 20 aprile 1982                                           | Austria Vienna                                           | 0-1                                                      | SSW Innsbruck                                            | Tivoli, Innsbruck                                        |
| 1981-1982 | 12 maggio 1982                                           | Austria Vienna                                           | 3-1                                                      | SSW Innsbruck                                            | Franz Horr, Vienna                                       |
| 1982-1983 | 19 aprile 1983                                           | Rapid Vienna                                             | 3-0                                                      | SSW Innsbruck                                            | Gerhard Hanappi, Vienna                                  |
| 1982-1983 | 3 maggio 1983                                            | Rapid Vienna                                             | 5-0                                                      | SSW Innsbruck                                            | Tivoli, Innsbruck                                        |
| 1983-1984 | 8 maggio 1984                                            | Rapid Vienna                                             | 1-3                                                      | Austria Vienna                                           | Prater, Vienna                                           |
| 1983-1984 | 15 maggio 1984                                           | Rapid Vienna                                             | 2-0                                                      | Austria Vienna                                           | Gerhard Hanappi, Vienna                                  |
| 1984-1985 | 13 giugno 1985                                           | Rapid Vienna                                             | 3-3 (6-5 dcr)                                            | Austria Vienna                                           | Gerhard Hanappi, Vienna                                  |
| 1985-1986 | 6 maggio 1986                                            | Austria Vienna                                           | 6-4 (dts)                                                | Rapid Vienna                                             | Gerhard Hanappi, Vienna                                  |
| 1986-1987 | 9 giugno 1987                                            | Rapid Vienna                                             | 2-0                                                      | Swarovski Tirol                                          | Gerhard Hanappi, Vienna                                  |
| 1986-1987 | 16 giugno 1987                                           | Rapid Vienna                                             | 2-2                                                      | Swarovski Tirol                                          | Tivoli, Innsbruck                                        |
| 1987-1988 | 24 maggio 1988                                           | Kremser SC                                               | 2-0                                                      | Swarovski Tirol                                          | Sepp Doll, Krems an der Donau                            |
| 1987-1988 | 1 giugno 1988                                            | Kremser SC                                               | 2-2                                                      | Swarovski Tirol                                          | Tivoli, Innsbruck                                        |
| 1988-1989 | 2 maggio 1989                                            | Swarovski Tirol                                          | 0-2                                                      | Admira/Wacker                                            | Südstadt, Maria Enzersdorf                               |
| 1988-1989 | 23 maggio 1989                                           | Swarovski Tirol                                          | 6-2                                                      | Admira/Wacker                                            | Tivoli, Innsbruck                                        |
| 1989-1990 | 12 maggio 1990                                           | Austria Vienna                                           | 3-1 (dts)                                                | Rapid Vienna                                             | Prater, Vienna                                           |
| 1990-1991 | 30 maggio 1991                                           | Stockerau                                                | 2-1                                                      | Rapid Vienna                                             | Prater, Vienna                                           |
| 1991-1992 | 6 giugno 1992                                            | Austria Vienna                                           | 1-0                                                      | Admira/Wacker                                            | Prater, Vienna                                           |
| 1992-1993 | 19 giugno 1993                                           | Wacker Innsbruck                                         | 3-1                                                      | Rapid Vienna                                             | Prater, Vienna                                           |
| 1993-1994 | 11 giugno 1994                                           | Austria Vienna                                           | 4-0                                                      | Linz                                                     | Ernst Happel, Vienna                                     |
| 1994-1995 | 5 giugno 1995                                            | Rapid Vienna                                             | 1-0                                                      | Leoben                                                   | Ernst Happel, Vienna                                     |
| 1995-1996 | 5 giugno 1996                                            | Sturm Graz                                               | 3-1                                                      | Admira/Wacker                                            | Ernst Happel, Vienna                                     |
| 1996-1997 | 27 maggio 1997                                           | Sturm Graz                                               | 2-1                                                      | First Vienna                                             | Ernst Happel, Vienna                                     |
| 1997-1998 | 19 maggio 1998                                           | Ried                                                     | 3-1                                                      | Sturm Graz                                               | Gerhard Hanappi, Vienna                                  |
| 1998-1999 | 18 maggio 1999                                           | Sturm Graz                                               | 1-1 (4-2 dcr)                                            | LASK                                                     | Ernst Happel, Vienna                                     |
| 1999-2000 | 16 maggio 2000                                           | Grazer AK                                                | 2-2 (4-3 dcr)                                            | Salisburgo                                               | Ernst Happel, Vienna                                     |
| 2000-2001 | 27 maggio 2001                                           | Kärnten                                                  | 2-1 (dts)                                                | Tirol Innsbruck                                          | Ernst Happel, Vienna                                     |
| 2001-2002 | 12 maggio 2002                                           | Grazer AK                                                | 3-2                                                      | Sturm Graz                                               | Arnold Schwarzenegger, Graz                              |
| 2002-2003 | 1 giugno 2003                                            | Austria Vienna                                           | 3-0                                                      | Kärnten                                                  | Arnold Schwarzenegger, Graz                              |
| 2003-2004 | 23 maggio 2004                                           | Grazer AK                                                | 3-3 (5-4 dcr)                                            | Austria Vienna                                           | Wals-Siezenheim, Salisburgo                              |
| 2004-2005 | 1 giugno 2005                                            | Austria Vienna                                           | 3-1                                                      | Rapid Vienna                                             | Ernst Happel, Vienna                                     |
| 2005-2006 | 9 maggio 2006                                            | Austria Vienna                                           | 3-0                                                      | Mattersburg                                              | Ernst Happel, Vienna                                     |
| 2006-2007 | 1 maggio 2007                                            | Austria Vienna                                           | 2-1                                                      | Mattersburg                                              | Ernst Happel, Vienna                                     |
| 2007-2008 | 12 maggio 2008                                           | Horn                                                     | 1-1                                                      | Feldkirchen                                              | Sportplatz Horn, Horn                                    |
| 2007-2008 | 26 maggio 2008                                           | Horn                                                     | 2-1                                                      | Feldkirchen                                              | Sportplatz Feldkirchen, Feldkirch                        |
| 2008-2009 | 24 maggio 2009                                           | Austria Vienna                                           | 3-1 (dts)                                                | Admira Wacker M.                                         | Pappelstadion, Mattersburg                               |
| 2009-2010 | 16 maggio 2010                                           | Sturm Graz                                               | 1-0                                                      | Wiener Neustadt                                          | Wörthersee, Klagenfurt                                   |
| 2010-2011 | 29 maggio 2011                                           | Ried                                                     | 2-0                                                      | Austria Lustenau                                         | Ernst Happel, Vienna                                     |
| 2011-2012 | 20 maggio 2012                                           | Salisburgo                                               | 3-0                                                      | Ried                                                     | Ernst Happel, Vienna                                     |
| 2012-2013 | 30 maggio 2013                                           | FC Pasching                                              | 1-0                                                      | Austria Vienna                                           | Ernst Happel, Vienna                                     |
| 2013-2014 | 18 maggio 2014                                           | Salisburgo                                               | 4-2                                                      | St. Pölten                                               | Wörthersee, Klagenfurt                                   |
| 2014-2015 | 3 giugno 2015                                            | Salisburgo                                               | 2-0 (dts)                                                | Austria Vienna                                           | Wörthersee, Klagenfurt                                   |
| 2015-2016 | 19 maggio 2016                                           | Salisburgo                                               | 5-0                                                      | Admira Wacker M.                                         | Wörthersee, Klagenfurt                                   |
| 2016-2017 | 1 giugno 2017                                            | Salisburgo                                               | 2-1                                                      | Rapid Vienna                                             | Wörthersee, Klagenfurt                                   |
| 2017-2018 | 9 maggio 2018                                            | Sturm Graz                                               | 1-0 (dts)                                                | Salisburgo                                               | Wörthersee, Klagenfurt                                   |
| 2018-2019 | 1 maggio 2019                                            | Salisburgo                                               | 2-0                                                      | Rapid Vienna                                             | Wörthersee, Klagenfurt                                   |
| 2019-2020 | 29 maggio 2020                                           | Salisburgo                                               | 5-0                                                      | Austria Lustenau                                         | Wörthersee, Klagenfurt                                   |
| 2020-2021 | 1 maggio 2021                                            | Salisburgo                                               | 3-0                                                      | LASK                                                     | Wörthersee, Klagenfurt                                   |
| 2021-2022 | 1 maggio 2022                                            | Salisburgo                                               | 3-0                                                      | Ried                                                     | Wörthersee, Klagenfurt                                   |
| 2022-2023 | 30 aprile 2023                                           | Sturm Graz                                               | 2-0                                                      | Rapid Vienna                                             | Wörthersee, Klagenfurt                                   |
| 2023-2024 | 1 maggio 2024                                            | Sturm Graz                                               | 2-1                                                      | Rapid Vienna                                             | Wörthersee, Klagenfurt                                   |
| 2024-2025 | 1 maggio 2025                                            | Wolfsberger                                              | 1-0                                                      | Hartberg                                                 | Wörthersee, Klagenfurt                                   |

## Vittorie per club
| Club             | Vittorie |
| ---------------- | -------- |
| Austria Vienna   | 27       |
| Rapid Vienna     | 14       |
| Salisburgo       | 9        |
| Wacker Innsbruck | 7        |
| Sturm Graz       | 7        |
| Admira Wacker M. | 6        |
| Grazer AK        | 4        |
| First Vienna     | 3        |
| Wiener AC        | 3        |
| Ried             | 2        |
| Wiener SC        | 1        |
| LASK             | 1        |
| Wiener AF        | 1        |
| Kremser SC       | 1        |
| Stockerau        | 1        |
| Kärnten          | 1        |
| FC Pasching      | 1        |
| Wolfsberger      | 1        |